# Epthianura tricolor
Epthianura tricolor là một loài chim trong họ Meliphagidae.

## Hình ảnh

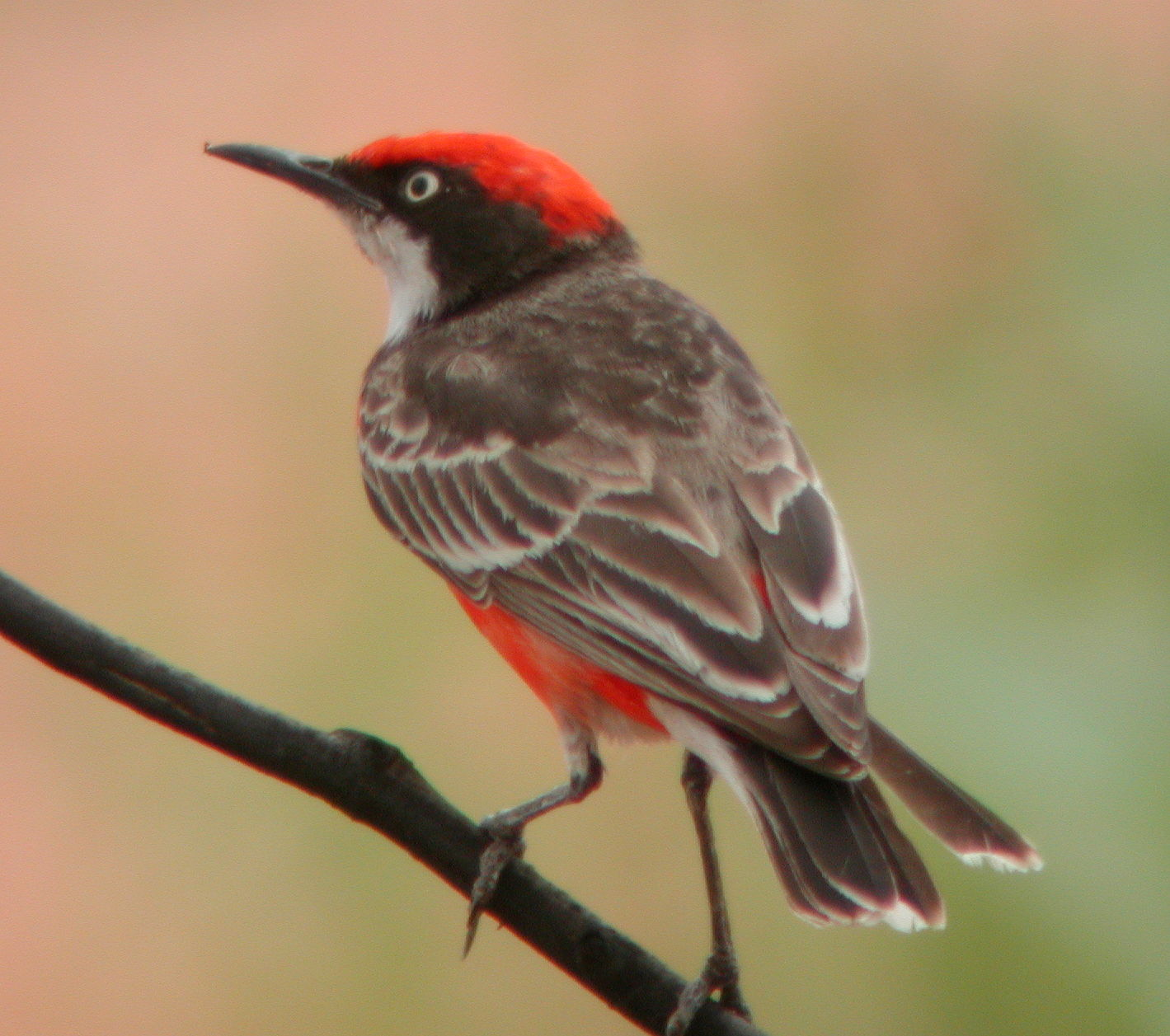
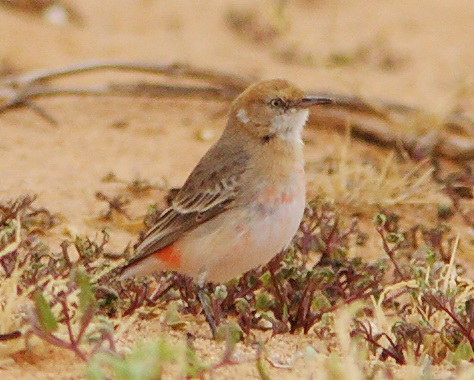
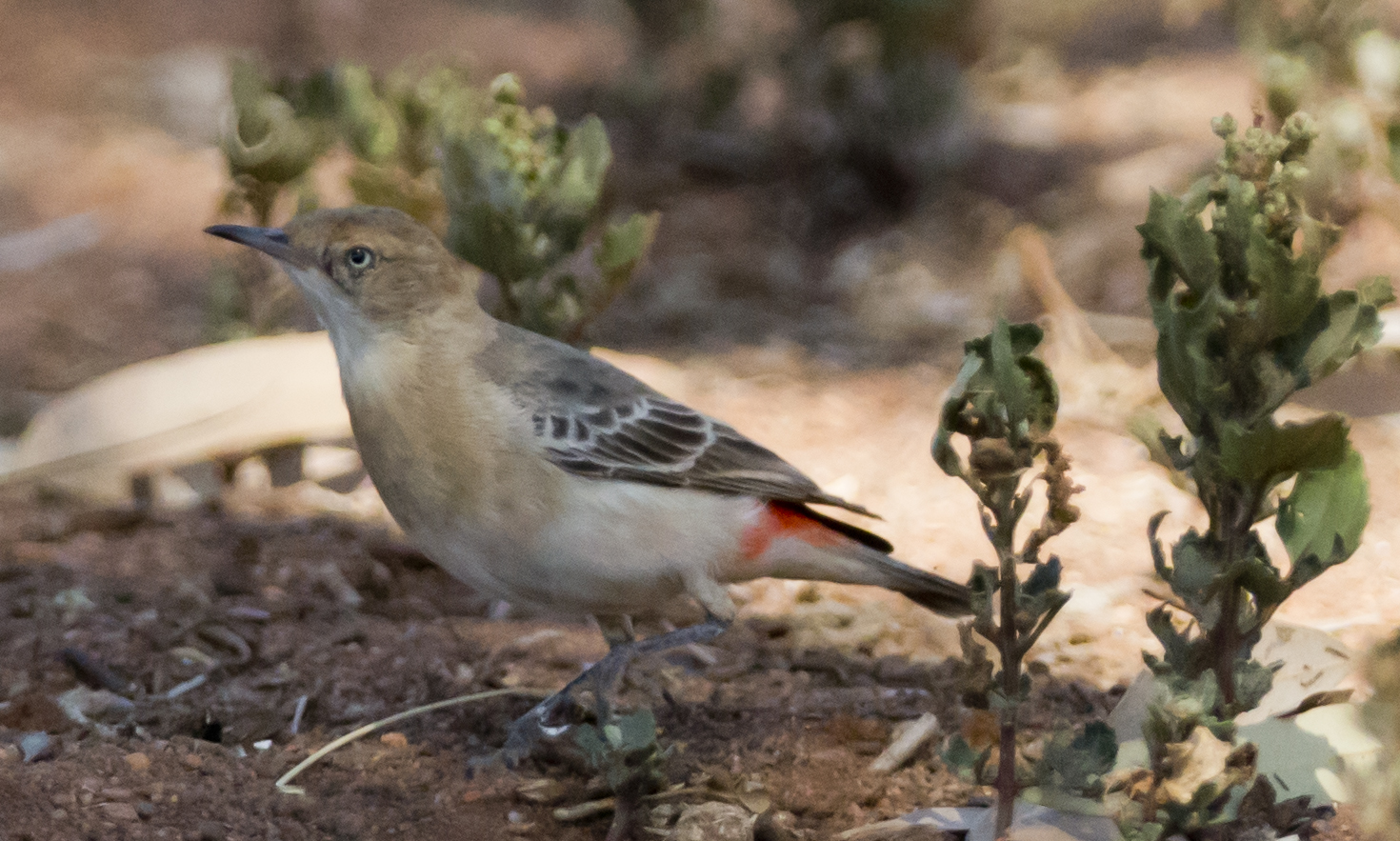